# Irene von Griechenland

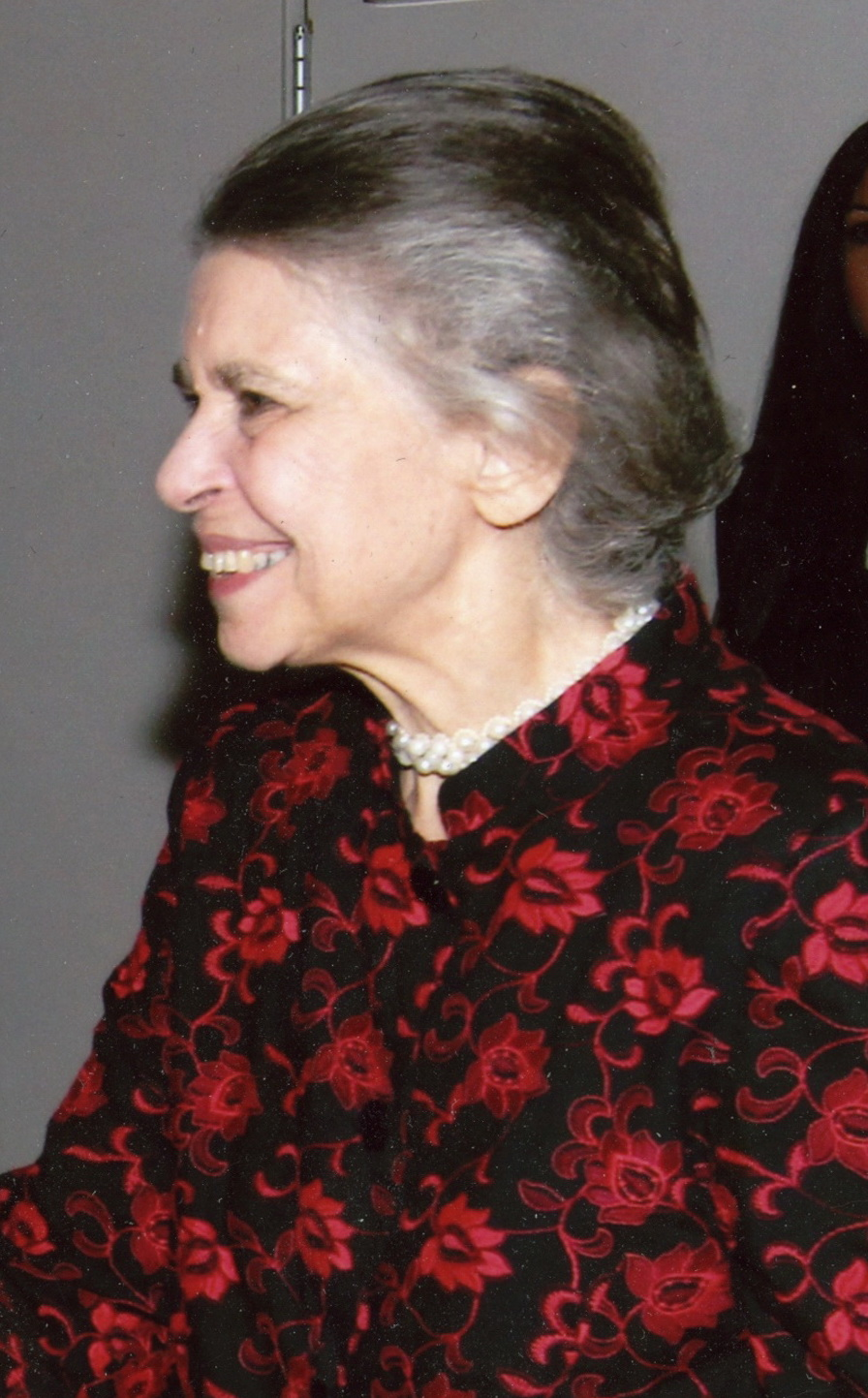
Irene von Griechenland (2018)

Irene von Griechenland (* 11. Mai 1942 in Kapstadt) ist eine ehemalige Prinzessin von Griechenland.

## Leben
Geboren wurde sie als drittes und jüngstes Kind von König Paul I. von Griechenland (1901–1964) und dessen Gemahlin Friederike von Hannover (1917–1981), einziger Tochter des Herzogs Ernst August von Braunschweig-Lüneburg (1887–1953) und dessen Gemahlin Viktoria Luise von Preußen (1892–1980) während deren Exils in Südafrika infolge der Besetzung Griechenlands im Zweiten Weltkrieg. Sie war Schülerin der Konzertpianistin Gina Bachauer und eine Zeit lang selbst beruflich als Konzertpianistin tätig.
Irene blieb unverheiratet. Nachdem ihr Bruder vom Thron abgesetzt worden war, verbrachte sie mit der Mutter einige Jahre in Indien. Nach dem Tod von Königin Friederike lebt Prinzessin Irene seit 1981 in Madrid im Zarzuela-Palast bei ihrer Schwester, Königin Sophia von Spanien. Ihre Nichte Infantin Cristina benannte ihre im Jahr 2005 geborene Tochter nach Irene. Sie gilt als Unterstützerin internationaler humanitärer Projekte. Am 16. März 2018 erhielt Irene per Dekret die spanische Staatsbürgerschaft.

## Geschwister
- Sophia (* 1938) ⚭ 1962 König Juan Carlos I. von Spanien
- Konstantin II. (1940–2023) ⚭ 1964 Anne-Marie von Dänemark

## Vorfahren
| Ahnentafel Prinzessin Irene von Griechenland | Ahnentafel Prinzessin Irene von Griechenland                                                            | Ahnentafel Prinzessin Irene von Griechenland                                                                               | Ahnentafel Prinzessin Irene von Griechenland                                                                                        | Ahnentafel Prinzessin Irene von Griechenland                                                                                        | Ahnentafel Prinzessin Irene von Griechenland                                                                                       | Ahnentafel Prinzessin Irene von Griechenland                                                                                       | Ahnentafel Prinzessin Irene von Griechenland | Ahnentafel Prinzessin Irene von Griechenland |                                                                                                  |
| -------------------------------------------- | --- | --- | --- | --- | --- | --- | --- | --- | ------------------------------------------------------------------------------------------------ |
| Ururgroßeltern                               | König Christian IX. von Dänemark (1818–1906) ⚭ 1842 Prinzessin Louise von Hessen (1817–1898)            | Großfürst Konstantin Nikolajewitsch von Russland (1827–1892) ⚭ 1848 Prinzessin Alexandra von Sachsen-Altenburg (1830–1911) | König Wilhelm I. von Preußen, Deutscher Kaiser (1797–1888) ⚭ 1829 Prinzessin Augusta von Sachsen-Weimar-Eisenach (1811–1890)        | Prinz Albert von Sachsen-Coburg und Gotha (1819–1861) ⚭ 1840 Königin Victoria von Großbritannien und Irland (1819–1901)             | König Georg V. von Hannover (1819–1878) ⚭ 1843 Prinzessin Marie von Sachsen-Altenburg (1818–1907)                                  | König Christian IX. von Dänemark (1818–1906) ⚭ 1842 Prinzessin Louise von Hessen (1817–1898)                                       | König Friedrich III. von Preußen, Deutscher Kaiser (1831–1888) ⚭ 1858 Prinzessin Victoria von Großbritannien und Irland (1840–1901)                       | Herzog Friedrich VIII. von Schleswig-Holstein (1829–1880) ⚭ 1856 Prinzessin Adelheid zu Hohenlohe-Langenburg (1835–1900)                                  |                                                                                                  |
| Urgroßeltern                                 | König Georg I. von Griechenland (1845–1913) ⚭ 1867 Großfürstin Olga Konstantinowna Romanowa (1851–1926) | König Georg I. von Griechenland (1845–1913) ⚭ 1867 Großfürstin Olga Konstantinowna Romanowa (1851–1926)                    | König Friedrich III. von Preußen, Deutscher Kaiser (1831–1888) ⚭ 1858 Prinzessin Victoria von Großbritannien und Irland (1840–1901) | König Friedrich III. von Preußen, Deutscher Kaiser (1831–1888) ⚭ 1858 Prinzessin Victoria von Großbritannien und Irland (1840–1901) | Kronprinz Ernst August von Hannover, Herzog von Braunschweig-Lüneburg (1845–1923) ⚭ 1878 Prinzessin Thyra von Dänemark (1853–1933) | Kronprinz Ernst August von Hannover, Herzog von Braunschweig-Lüneburg (1845–1923) ⚭ 1878 Prinzessin Thyra von Dänemark (1853–1933) | König Wilhelm II. von Preußen, Deutscher Kaiser (1859–1941) ⚭ 1881 Prinzessin Auguste Viktoria von Schleswig-Holstein-Sonderburg-Augustenburg (1858–1921) | König Wilhelm II. von Preußen, Deutscher Kaiser (1859–1941) ⚭ 1881 Prinzessin Auguste Viktoria von Schleswig-Holstein-Sonderburg-Augustenburg (1858–1921) |                                                                                                  |
| Großeltern                                   | König Konstantin I. von Griechenland (1868–1923) ⚭ 1889 Prinzessin Sophie von Preußen (1870–1932)       | König Konstantin I. von Griechenland (1868–1923) ⚭ 1889 Prinzessin Sophie von Preußen (1870–1932)                          | König Konstantin I. von Griechenland (1868–1923) ⚭ 1889 Prinzessin Sophie von Preußen (1870–1932)                                   | König Konstantin I. von Griechenland (1868–1923) ⚭ 1889 Prinzessin Sophie von Preußen (1870–1932)                                   | Herzog Ernst August von Braunschweig (1887–1953) ⚭ 1913 Prinzessin Viktoria Luise von Preußen (1892–1980)                          | Herzog Ernst August von Braunschweig (1887–1953) ⚭ 1913 Prinzessin Viktoria Luise von Preußen (1892–1980)                          | Herzog Ernst August von Braunschweig (1887–1953) ⚭ 1913 Prinzessin Viktoria Luise von Preußen (1892–1980)                                                 | Herzog Ernst August von Braunschweig (1887–1953) ⚭ 1913 Prinzessin Viktoria Luise von Preußen (1892–1980)                                                 |                                                                                                  |
| Eltern                                       | König Paul I. von Griechenland (1901–1964) ⚭ 1938 Prinzessin Friederike von Hannover (1917–1981)        | König Paul I. von Griechenland (1901–1964) ⚭ 1938 Prinzessin Friederike von Hannover (1917–1981)                           | König Paul I. von Griechenland (1901–1964) ⚭ 1938 Prinzessin Friederike von Hannover (1917–1981)                                    | König Paul I. von Griechenland (1901–1964) ⚭ 1938 Prinzessin Friederike von Hannover (1917–1981)                                    | König Paul I. von Griechenland (1901–1964) ⚭ 1938 Prinzessin Friederike von Hannover (1917–1981)                                   | König Paul I. von Griechenland (1901–1964) ⚭ 1938 Prinzessin Friederike von Hannover (1917–1981)                                   | König Paul I. von Griechenland (1901–1964) ⚭ 1938 Prinzessin Friederike von Hannover (1917–1981)                                                          | König Paul I. von Griechenland (1901–1964) ⚭ 1938 Prinzessin Friederike von Hannover (1917–1981)                                                          | König Paul I. von Griechenland (1901–1964) ⚭ 1938 Prinzessin Friederike von Hannover (1917–1981) |
| Prinzessin Irene von Griechenland (* 1942)   | | | | | | | | |                                                                                                  |